# 5943 Lovi
5943 Lovi este un asteroid din centura principală de asteroizi.

## Descriere
5943 Lovi este un asteroid din centura principală de asteroizi. A fost descoperit pe 1 martie 1984 la Stația Anderson Mesa de Edward L. G. Bowell. Asteroidul prezintă o orbită caracterizată de o semiaxă mare de 2,22 ua, o excentricitate de 0,11 și o înclinație de 5,9° în raport cu ecliptica.